# 播种
播种是指將植物种子埋入土壤的过程。在種植農作物前首先就要播種，種子埋入土地後植物會发芽成長。具體的播種方法可以分為撒播和條播，現在人們一般使用播種機播種。

條播
撒播

## 播種類型

### 手工播種
手工播種或（種植）是將一把種子撒在準備好的土地上的過程：廣播，即播撒播種（技術術語由此而來）。通常，使用拖拉機或耙子將種子摻入土壤中。儘管這種方法對於除小區域外的任何地方都是勞動密集型的，但在某些情況下仍然使用。需要練習才能以所需的速度均勻播種。手動播種機可用於播種，儘管它的幫助不如對草類和豆類的較小種子的幫助。
手工播種可以與在種子盤中預先播種結合。這使得植物能夠在寒冷時期（例如溫帶國家的春季）在室內生長。

### 條播機
在農業中，現在大多數種子都是使用播種機播種的，播種機的精確度更高。種子以所需的速度均勻播種。條播機也將種子放置在土壤下方一定距離處，從而減少所需的種子。標準設計採用槽紋飼料計量系統，本質上是容積式的；單一種子不計算在內。行間距通常約為 10-30 厘米，具體取決於作物種類和生長條件。根據土壤類型和當地傳統，使用多種開溝器類型。穀物條播機通常由拖拉機牽引，但也可以由馬牽引。有時使用皮卡車，因為需要很少的吃水。
典型的播種量為每公頃 100 公斤種子（每英畝 2 蒲式耳），但播種量因作物種類、土壤條件和農民的偏好而有很大差異。施肥量過高會導致作物倒伏，施肥量過薄則會導致土地利用率低、雜草競爭、產量下降。

### 開闊的場地
露地種植是指歷史上在農業環境中使用的播種形式，顧名思義，在直接播種種子之前，通常先對田地進行準備並保持開放狀態。種子在發芽前經常暴露在土壤表面，因此暴露在盛行的氣候和風暴等條件下。下，並經常進行監測和人工照料，以確保更成功的生長率和更高的產量。

### 播種前種子和土壤的預處理
播種前，某些種子首先需要在播種前處理。這種處理可以是種子鬆土、分層、浸種或用冷水（或中熱）水清洗種子。
浸種通常是將種子放入中度熱水中至少 24 至 48 小時種子清潔尤其是水果，因為種子周圍的果肉很快就會受到昆蟲或昆蟲的侵襲。種子清洗一般是將洗淨的種子浸入攝氏50度水中20分鐘。這種水（較熱而不是中等溫度的水）可以殺死種子皮上可能存活的任何生物體。尤其是荔枝、紅毛丹等易受感染的熱帶水果，高溫水洗種至關重要。
除了上述種子預處理外，使用無病土壤也有助於種子發芽。特別是當試圖使難以發芽的種子（例如某些熱帶水果）時，土壤的預先處理（以及使用最合適的土壤；例如盆栽土、準備好的土壤或其他基質）至關重要。最常用的兩種土壤處理方法是巴氏殺菌和滅菌。根據需要，優選巴氏滅菌，因為這不會殺死所有生物。當嘗試種植真正困難的作物時，可以進行滅菌。為了對土壤進行巴氏消毒，將土壤在 120 °C 的烤箱中加熱 15 分鐘。